# Mönchsondheim
Mönchsondheim (fränkisch: Sundi) ist ein Gemeindeteil der Stadt Iphofen im unterfränkischen Landkreis Kitzingen. Die Gemarkung Mönchsondheim hat eine Fläche von 4,442 km². Sie ist in 613 Flurstücke aufgeteilt, die eine durchschnittliche Flurstücksfläche von 7246,26 m² haben. In ihr liegen neben dem namensgebenden Ort die Gemeindeteile Nierenmühle und die Schwarzmühle. Im Südosten der Gemarkung liegt die Wüstung Bulach. Das Dorf war dem Kloster Münsterschwarzach zehntpflichtig. Bereits vor 1283 muss die Siedlung aufgegeben worden sein. Die Gründe hierfür sind unklar.

## Geografie
Das Pfarrdorf liegt in einer Senke des südwestlichen Steigerwald–Vorlandes. Der Ort wird vom Breitbach durchflossen, in den nordwestlich des Ortes der Moorseebach und am südöstlichen Ortsende der Kirchbach fließt. Der Ort gehört zur Hellmitzheimer Bucht. Diese schiebt sich tief in den Steigerwald hinein und öffnet sich westwärts zum Maintal.:8
Die Kreisstraße KT 1 führt nach Markt Einersheim zur Bundesstraße 8 bei (2,7 km nordöstlich) bzw. nach Nenzenheim zur Staatsstraße 2418 (3 km südlich). Gemeindeverbindungsstraßen führen nach Hüttenheim zur St 2418 (2,5 km südwestlich), nach Hellmitzheim zur St 2418 (3,3 km östlich), an der Nierenmühle vorbei nach Dornheim und an der Schwarzmühle, Vogtsmühle und Domherrnmühle vorbei nach Willanzheim zur Staatsstraße 2419 (3,3 km nordwestlich). Durch den Ort verläuft der Fränkische Marienweg.

## Ortsname
Die Etymologie des Ortsnamens mit den Bestandteilen Mönch, -sond und -heim lässt auf Ursprung und Entwicklung der Niederlassung schließen. Ortsnamen mit der Endung -heim verweisen auf eine Gründung des jeweiligen Ortes zur Zeit der Fränkischen Landnahme.:113 Der Ort war vermutlich eine Außenstelle des Königshofes Iphofen. Sund–heim lag südlich davon. Daher stammt wohl der Mittelteil des heutigen Namens. Aus der Zugehörigkeit des Dorfes zu Klöstern vom 12. bis zum 19. Jahrhundert stammt der erste Bestandteil Mönch.:46

## Geschichte
Zum ersten Mal wurde der Ort Suntheim im Jahre 1100 in einer Urkunde des Klosters St. Stephan in Würzburg erwähnt. Ende des 13. Jahrhunderts gelangte das Dorf in den Besitz des Klosters Ebrach. Obwohl das Kloster die Dorfherrschaft bis zur Säkularisation 1803 besaß, nahmen die Bewohner die evangelische Konfession an.:46–47. Sie unterstellten sich 1533 dem Schutz der Markgrafen von Brandenburg–Ansbach. Diese Schutzherrschaft und die Hoheitsrechte des Klosters führten immer wieder zu Streitigkeiten.:70
Als 1803 die Abtei Ebrach aufgelöst wurde, wechselte der Ort über die kurfürstlich-bayerische zur markgräflichen und dann französischen Herrschaft. 1806 kam Mönchsondheim schließlich zum Königreich Bayern. Im Rahmen des Gemeindeedikts (frühes 19. Jahrhundert) wurde Mönchsondheim dem Steuerdistrikt Willanzheim zugewiesen. Wenig später entstand die Ruralgemeinde Mönchsondheim mit den Orten Nierenmühle und Schwarzmühle. Sie unterstand in Verwaltung und Gerichtsbarkeit dem Herrschaftsgericht Markt Einersheim und in der Finanzverwaltung dem Rentamt Iphofen. Spätestens 1837 wurde Mönchsondheim dem Landgericht Markt Bibart überwiesen. Ab 1862 gehörte Mönchsondheim zum neu geschaffenen Bezirksamt Scheinfeld (1939 in Landkreis Scheinfeld umbenannt). In der Finanzverwaltung war ab 1879 das Rentamt Markt Bibart zuständig (1919 in Finanzamt Markt Bibart umbenannt), seit 1929 ist es das Finanzamt Kitzingen. Die Gerichtsbarkeit blieb beim Landgericht Markt Bibart, mit dessen Auflösung kam sie 1879 an das Amtsgericht Scheinfeld. Die Gemeinde Mönchsondheim hatte 1964 eine Gebietsfläche von 6,288 km².
Am 1. Januar 1972 wurde Mönchsondheim im Zuge der Gebietsreform in Bayern nach Iphofen eingemeindet.

### Einwohnerentwicklung
Gemeinde Mönchsondheim
| Jahr      | 1818   | 1840   | 1852   | 1855   | 1861   | 1867   | 1871   | 1875   | 1880   | 1885   | 1890   | 1895   | 1900   | 1905   | 1910   | 1919   | 1925   | 1933   | 1939   | 1946   | 1950   | 1952   | 1961   | 1970   |
| Einwohner | 299    | 295    | 295    | 301    | 307    | 301    | 301    | 267    | 292    | 307    | 299    | 280    | 281    | 294    | 297    | 277    | 284    | 287    | 262    | 477    | 406    | 378    | 287    | 245    |
| Häuser    | 57     | 58     |        |        |        |        | 58     |        |        | 56     | 58     |        | 57     |        |        |        | 58     |        |        |        | 57     |        | 63     |        |
| Quelle    | [ 11 ] | [ 19 ] | [ 20 ] | [ 20 ] | [ 21 ] | [ 22 ] | [ 23 ] | [ 24 ] | [ 25 ] | [ 26 ] | [ 27 ] | [ 20 ] | [ 28 ] | [ 20 ] | [ 29 ] | [ 20 ] | [ 30 ] | [ 20 ] | [ 20 ] | [ 20 ] | [ 31 ] | [ 20 ] | [ 14 ] | [ 32 ] |

Ort Mönchsondheim
| Jahr      | 001818 | 001836 | 001840 | 001861 | 001871 | 001885 | 001900 | 001925 | 001950 | 001961 | 001970 | 001987 | 002013 |
| Einwohner | 281    | 265    | 279    | *307   | 285    | 292    | 270    | 272    | 406    | 274    | 237    | 181    | 177    |
| Häuser    | 55     | 52     | 55     |        |        | 54     | 55     | 56     | 57     | 60     |        | 53     |        |
| Quelle    | [ 11 ] | [ 13 ] | [ 19 ] | [ 21 ] | [ 23 ] | [ 26 ] | [ 28 ] | [ 30 ] | [ 31 ] | [ 14 ] | [ 32 ] | [ 33 ] | [ 2 ]  |

## Kultur und Sehenswürdigkeiten

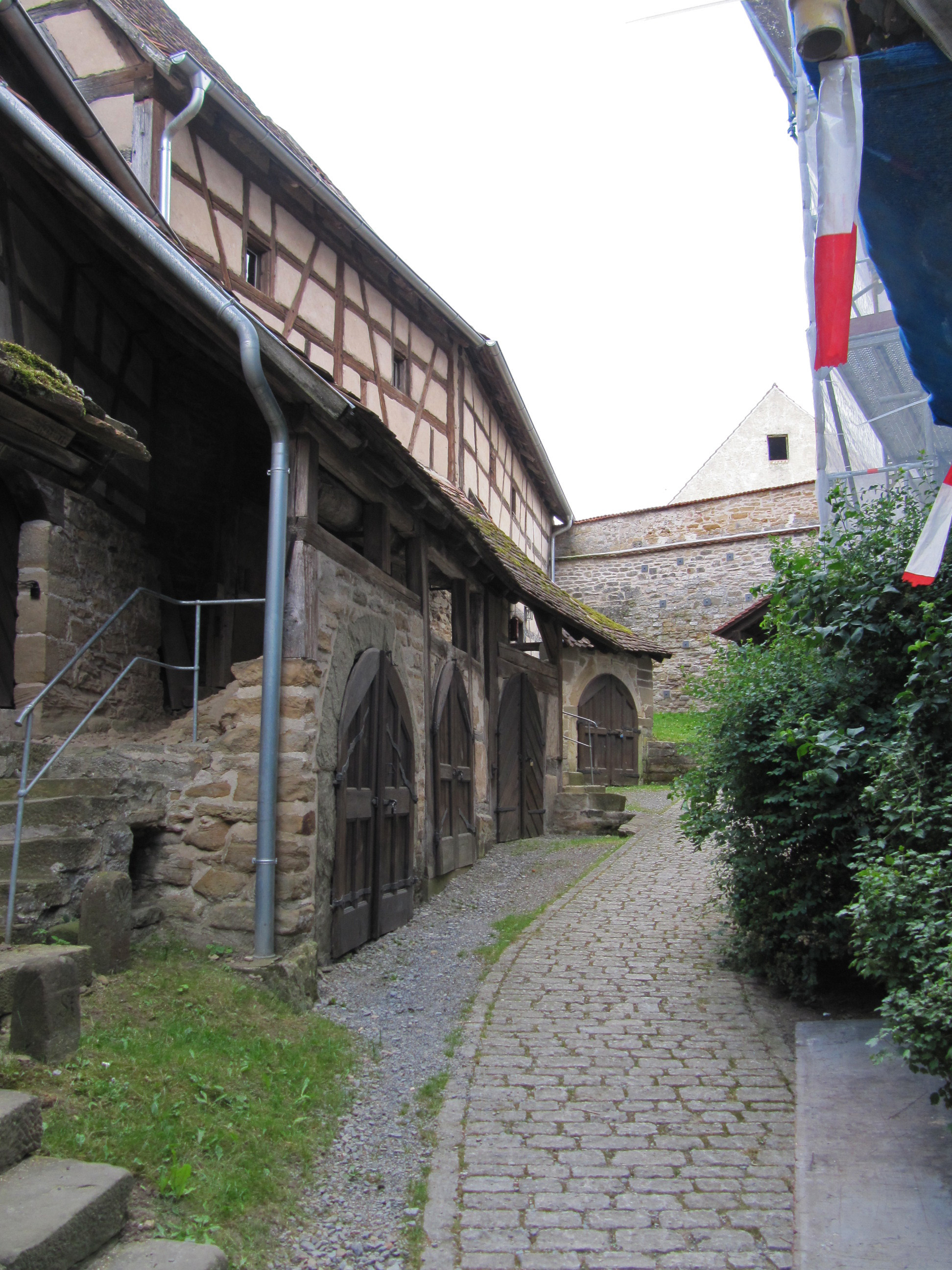
Blick vom Eingang nach links ins Innere der Kirchenburg (Kirchenburgmuseum Mönchsondheim)

### Baudenkmäler
In Mönchsondheim gibt es acht Baudenkmäler:

#### Kirchenburg
Der Ausbau zur Kirchenburg geschah im 15. Jahrhundert.:47

#### St. Bonifatius
Innerhalb der Gaden–Kirchenburg befindet sich die Pfarrkirche St. Bonifatius. Zum ersten Mal wurde 1224 ein Vorgängerbau des Gotteshauses als „capella in suntheim“ genannt. Im Jahre 1638 stürzte der Kirchturm des Vorgängerbaus ein. Die Kirche konnte nicht mehr genutzt werden und der Gottesdienst fand 50 Jahre lang in der Friedhofskirche statt. Schließlich wurde 1688 nach dem Abbruch mit dem Neubau des heutigen Gotteshauses begonnen. Am 7. September 1690 weihte Dekan Johann Teuerlein aus Uffenheim das neue Gebäude ein.
Die hölzerne Kanzel aus dem Jahre 1613 wurde aus dem alten Gotteshaus übernommen. Der Altar der Chorturmkirche entstand zur Bauzeit. Den Taufstein erhielt die Kirche im Jahr 1717. Als Teil der Gesamtsanierung der Kirchenburg fanden 1977 eine grundlegende Erneuerung der maroden Bausubstanz und eine Innenrenovierung statt.:71

#### Friedhofskirche
Nicht mehr vorhanden ist die 1597 zum ersten Mal erwähnte Kapelle auf dem Gottesacker. Die heutige Friedhofskirche wurde 1722/1723 errichtet.:71

#### Ehemaliges Rathaus
Das ehemalige Rathaus der Gemeinde wurde bis 1972 als Tagungsort der Gemeindeverwaltung genutzt. Heute ist es Teil des Kirchenburgmuseums und begrenzt das Ensemble um die Kirche im Süden. Das Rathaus war ursprünglich vollständig aus Fachwerk errichtet, erhielt allerdings im 19. Jahrhundert ein gemauertes Erdgeschoss. Besonders bemerkenswert ist das dicht gearbeitete Fachwerk, das seit einer Renovierung in den 1990er Jahren wieder in den Farben der Frühen Neuzeit erstrahlt.

### Kirchenburgmuseum
Das Freilandmuseum umfasst neben der Kirchenburg auch die umliegenden Gebäude des typischen fränkischen Dorfmittelpunktes. In den Räumen der Kirchenburg werden die Besucher über das dörfliche Handwerk und die Landwirtschaft informiert. Die weiteren Gebäude wie Rathaus, Schule, Wirtshaus und Bauernhöfe werden für Ausstellungen genutzt.

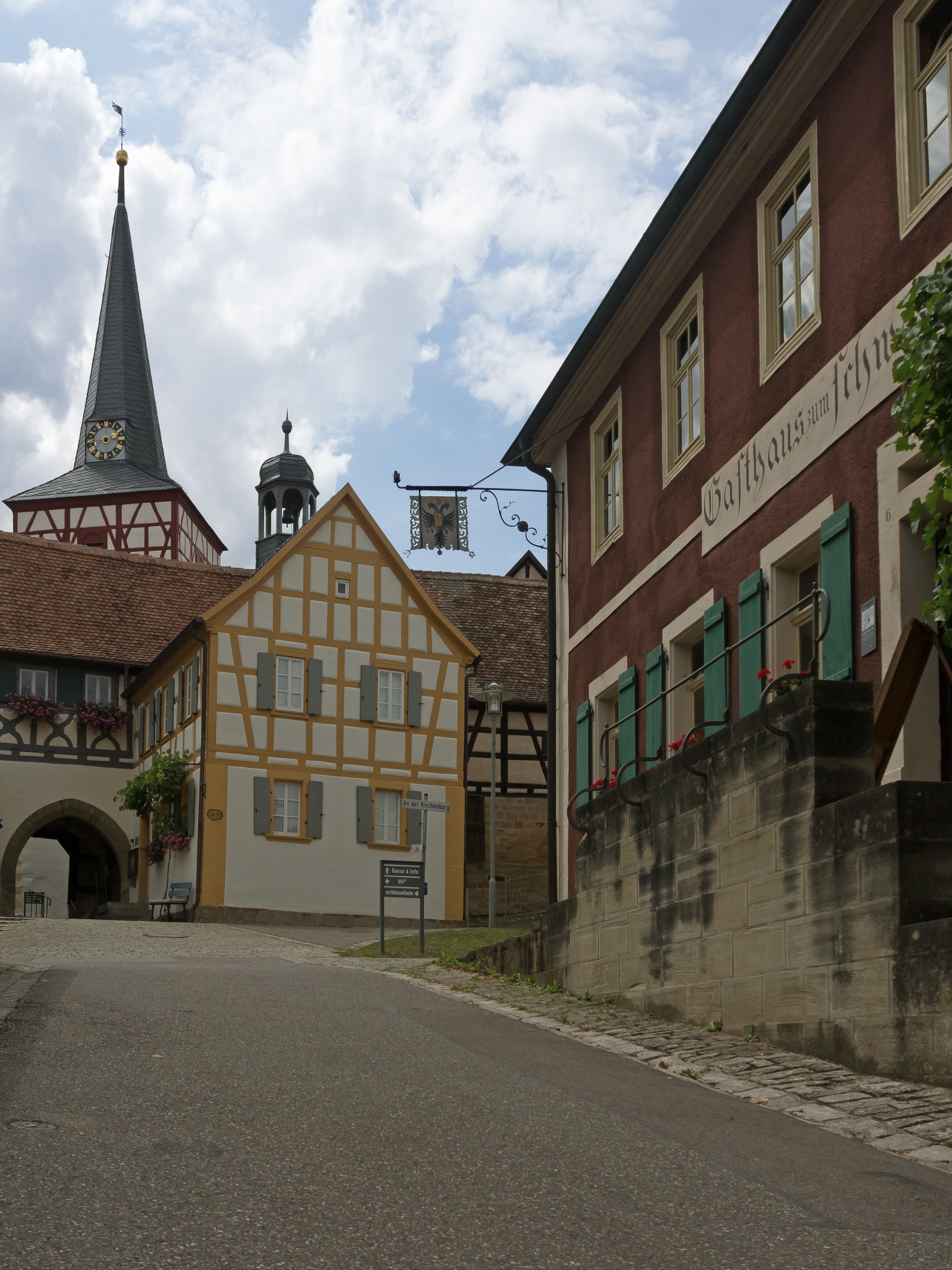
Die Sankt-Bonifatius-Kirche

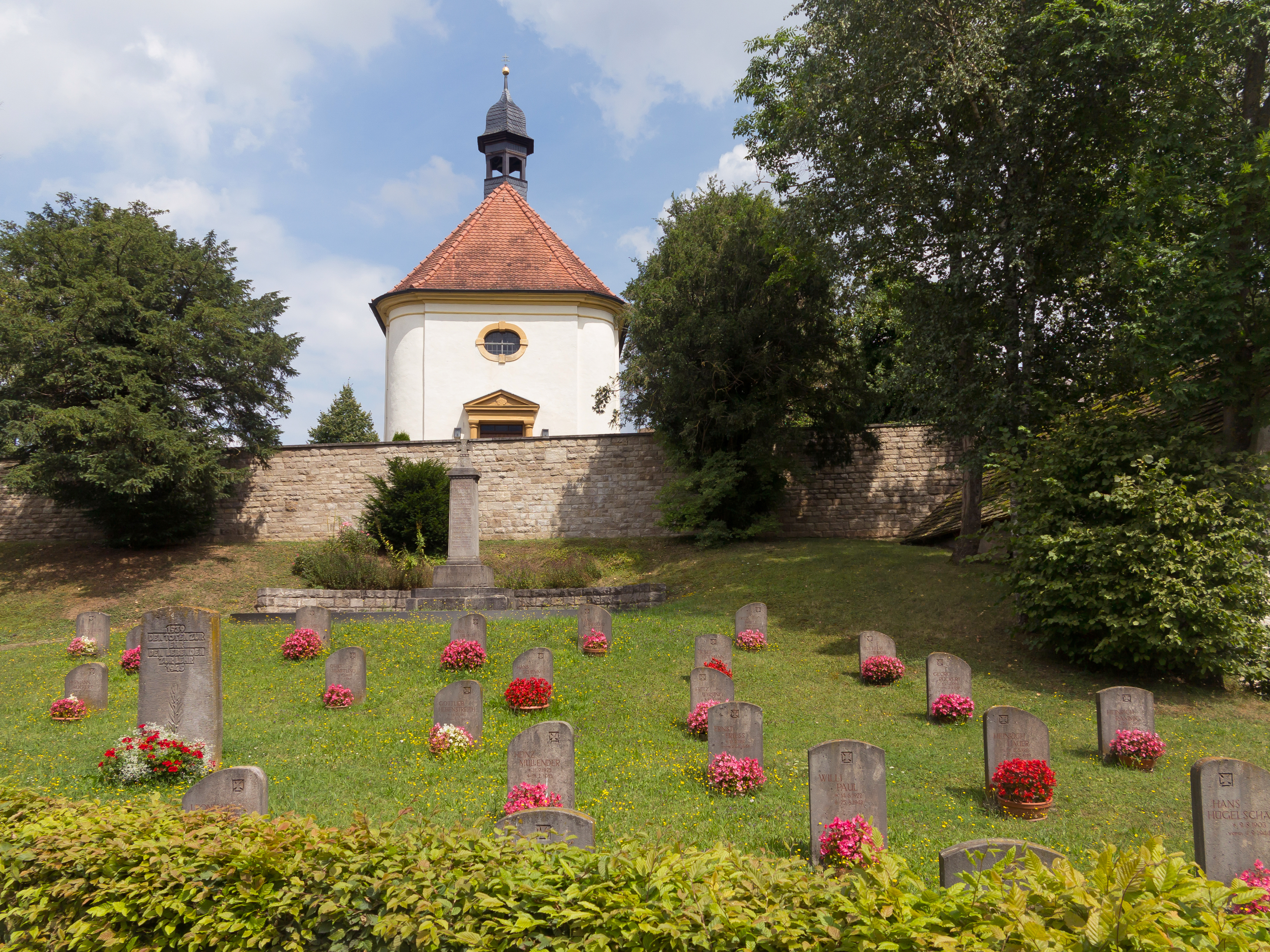
Friedhof mit Kapelle

## Wirtschaft und Infrastruktur

### Verkehr
Durch Mönchsondheim verläuft die Kreisstraße KT1. Von der Bundesstraße 8, Abfahrt Markt Einersheim, wird das Dorf über die Mönchsondheimer Straße nach 3 Kilometern erreicht.
Der Ort ist mit dem Kirchenburg-Express ab Iphofen an die Bahnstrecke Fürth–Würzburg angebunden.

### Öffentliche Einrichtungen
Die Gemeinde verfügt über eine Freiwillige Feuerwehr.

## Persönlichkeiten
- Friedrich Hiller (1861–1947), Pfarrer und Schriftsteller, Hiller wirkte ab 1911 als Pfarrer in Mönchsondheim, über den Ort verfasste er seinen Roman „Magister Junius von Suntheim“